# Шили ле Вињобл
Шили ле Вињобл (фр. Chilly-le-Vignoble) насеље је и општина у источној Француској у региону Франш-Конте, у департману Јура која припада префектури Лон ле Соније.
По подацима из 2011. године у општини је живело 624 становника, а густина насељености је износила 203,26 становника/km². Општина се простире на површини од 3,07 km². Налази се на средњој надморској висини од 247 метара (максималној 287 m, а минималној 212 m).

## Демографија
| 1962. | 1968. | 1975. | 1982. | 1990. | 1999. | 2011. |
| ----- | ----- | ----- | ----- | ----- | ----- | ----- |
| 326   | 350   | 396   | 385   | 375   | 390   | 624   |

График промене броја становника у току последњих година